# Renée Canavaggia

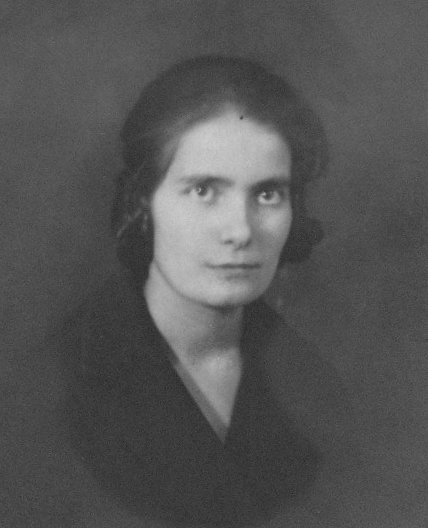
Renée Canavaggia (um 1925)

 Renée Canavaggia (* 9. Mai 1902 in Castelsarrasin, Frankreich; † 1996 in Paris, Frankreich) war eine französische Astronomin und Übersetzerin.

## Leben
Canavaggia war die jüngste von drei Töchtern von Louise Patry aus Limoges und dem korsischen Richter Jerome Canavaggia. Nach Abschluss ihres Sekundarstudiums am Lycée in Nîmes studierte sie Philosophie an der Universität Montpellier, wo sie 1924 eine licence de philosophie erhielt.  1926 erwarb sie unter der Leitung von dem Philosophen Léon Brunschvicg in Paris ein Diplom in Philosophie. Anschließend studierte sie in Paris Mathematik und erhielt 1933 einen Abschluss. Ab 1929 war sie Praktikantin am Pariser Observatorium. Unter anderem arbeitete sie mit dem französischen Astronomen und Mathematiker Henri Mineur an numerischen Methoden und mit den französischen Astronomen Daniel Barbier und Daniel Chalonge an der Sternklassifikation. Von 1936 bis 1945 war sie Leiterin des Büros für Sternstatistik des Instituts für Astrophysik in Paris, einem späteren Teil des Centre national de la recherche scientifique (CNRS). Von 1943 bis 1945 erhielt sie ein CNRS-Forschungsstipendium und arbeitete an dem Projekt Carte du Ciel, ein 1970 beendetes internationales Projekt zur Vermessung der Positionen etwa einer Million Sterne. Sie nahm in dieser Zeit auch an der Expedition nach Nordschweden teil, um die totale Sonnenfinsternis vom 9. Juli 1945 zu beobachten. Am 1. Oktober 1945 wurde sie zur stellvertretenden Astronomin am Pariser Observatorium ernannt.
1948 promovierte sie in Naturwissenschaften mit der Dissertation: Variation de la discontinuité de Balmer chez Delta Cephei, État Aquilae et Zeta Geminorum. Diese Arbeit basierte auf spektrophotometrischen Messungen des Spektrums von Cepheiden, die während des Krieges mit einem Chalonge-Spektrographen durchgeführt wurden, der über dem Gebäude des Observatoriums von Paris angebracht war. Sie setzte ihre theoretischen Forschungen über die Cepheiden mit dem französischen Astronomen Jean-Claude Pecker fort. 1953 wurde sie zur Assistenzastronomin und 1966 zur Titelastronomin ernannt. 1972 ging sie in den Ruhestand.
Sie war Sekretärin und Mitglied des Organisationskomitees der Internationalen Astronomischen Union.

## Veröffentlichungen (Auswahl)
- 1930: Ephéméride de Pluton et position des étoiles voisines du 15 août au 19 novembre 1930.
- 1936: Étude du spectre continu de quelques étoiles entre 3100 et 4600 angstrœms.
- 1949: Thèse présentée à la Faculté des sciences de l'Université de Paris pour obtenir le grade de docteur ès sciences physiques par Renée Canavaggia. Variation de la discontinuité de Balmer chez Delta Cephei, État Aquilae et Zeta Geminorum
- 1949: Occultations observées à l’observatoire de Paris de Renée Canavaggia.
- 1955: Les Céphéides : rougissement relatifs donnés par photométrie en six couleurs ; contrôle de la variation des rayons.
- 1957: Les Céphéides de Renée Canavaggia.
- 1959: Effet de l’absorption interstellaire sur les magnitudes hétérochromes : interprétation qualitative.
- 1964: Les Céphéides et les RR Lyraee, indicateurs de distance.
- 1966: Observation en six couleurs d’étoiles f, g et k analysées du point de vue des effets du rougissement interstellaire et de la composition chimique.
- 1967: Critères photométriques de population stellaire, tiré de la photométrie de l’observatoire Lick.
- 1980: Dual aspect of the wavelength-dependent fluctuation of epsilon Aurigae.[2]

## Bibliographie übersetzter und bearbeiteter Werke (Auswahl)
- 1961: Les Étoiles; von H. S. Zim und R. H.  Baker in Zusammenarbeit mit Renée Canavaggia. Übersetzt aus dem Englischen von Renée Canavaggia, Éditions des Deux cocks d'or.
- 1956: Astronomie pour garçons et filles; von Rose W. Wyler und G. Ames. Übersetzt aus dem Englischen von Renée Canavaggia, Editions Cocorico
- 1942–1977: Pratique pour fabriquer scènes et machines de théâtre; von Nicola Sabbattini. Übersetzung von Marie und Renée Canavaggia und Louis Jouvet, Editions Ides et Calendes.
- 1959, 1963, 1971: Astronomie pour garçons et filles; von Rose W. Wyler und G. Ames. Übersetzt aus dem Englischen von Renée Canavaggia. Editions des Deux cocks d'or.
- 1973, 1977: Étoiles (Le Petit guide); von H. S. Zim und R. H.  Baker, Renée Canavaggia und Jacques Regnault, Editions Hachette.
- 1963: Étoiles : Guide des constellations, du soleil, de la lune, des planètes et de tous les autres éléments du monde céleste; Herbert S. Zim und Robert H. Baker. Französische Adaption von Renée Canavaggia und J. Jacques Regnault.